# Pont Jacques Chaban-Delmas
Pont Jacques Chaban-Delmas je navpični dvižni most čez Garono v Bordeauxu v Franciji. 16. marca 2013 sta ga slavnostno odprla predsednik François Hollande in Alain Juppé, župan Bordeauxa. Njegov glavni razpon je dolg 110 m. Od leta 2013 je to najdaljši vertikalno dvižni most v Evropi. Imenuje se v čast Jacquesa Chaban-Delmasa, nekdanjega predsednika vlade Francije in nekdanjega župana Bordeauxa.

## Lega
Most stoji približno 3 km od središča mesta med Pont de pierre v starem mestnem jedru in avtocestnim mostom Pont d'Aquitaine ter povezuje okrožji Bacalan in Bastide. Zato so ga med gradnjo imenovali Pont Bacalan-Bastide in se včasih tako imenuje še danes. To je peto prečkanje Garone v Bordeauxu.

## Opis
Ker je most namenjen prehodu ladij za križarjenje do starega mestnega jedra Bordeauxa, je bil zasnovan kot dvižni most s čisto višino 53 m. Zaradi tega je eden največjih dvižnih mostov na svetu.
Cestni most ima na obeh straneh svoje osrednje osi dva pasova za avtobuse, ki sta pripravljena za kasnejšo preureditev v tramvajsko progo. Ločeno z robnikom sta dva pasova za motorna vozila. Na obeh straneh se od vozišč loči 4,80 m široka pešpot in kolesarska pot, ki poteka mimo stolpičev mostu. Most je torej na brežini širok 34 m, v srednjem delu pa 45,3 m. Vozna plošča mostu je v vzdolžni smeri rahlo zakrivljena navzgor, da se v zaprtem stanju doseže zahtevana svetla višina 13 m. Pešpoti in kolesarske steze imajo zaradi zelo nizke konstrukcijske višine bistveno položnejšo krivino ob enaki svetli višini, kar omogoča lažjo uporabo, predvsem za invalide.
Skupna dolžina mostu je 433 m. Nanje so pritrjeni oporniki in dovozi do cest ob brežinah.

### Tehnične podrobnosti
Najizrazitejši del mostu je osrednja 117,4 m dolga in 45,3 m široka plošča med štirimi stolpi. Sestavljena je iz triceličnega jeklenega škatlastega nosilca z 12 m široko in 3,6 m visoko osrednjo celico in dvema stranskima celicama v obliki trapeza, katerih vrhnja tetiva je ortotropna plošča. Pešpoti in kolesarske steze so podprte z majhnimi škatlastimi nosilci, ki so z dolgimi konzolnimi kraki povezani z osrednjim škatlastim nosilcem. Več kot 2400 t težka plošča mostu je pritrjena na jeklenice premera 76 mm, ki so preko škripcev premera 4 m na vrhu betonskih stolpov povezane z betonskimi protiutežmi, ki visijo v stolpih, ki so le nekoliko lažji od jeklene konstrukcije. Zato so relativno majhni elektromotorji dovolj za proces dviganja.
77 m visoki betonski stolpi imajo skoraj elipsast votli presek. Poleg vrvi in uteži so v notranjosti tudi dvigala za vzdrževalno osebje. Predpisana zasilna stopnišča so zasnovana kot spiralna stopnišča, ki so na zunanjih zaključkih zastekljena, gledano v vzdolžni smeri.
Nekaj metrov pred stolpi so štirje betonski ladijski deflektorji s premerom 18 m, ki segajo do dna reke in so namenjeni preprečevanju poškodb mostu v primeru trka ladje. Med ladijskimi deflektorji ostane 106 m prostora za ladijski promet.
Dva izmed stolpov stojita na skupnem, 44 m širokem betonskem temelju, ki sega do globine 25 m in je tam pritrjen z uvrtanimi piloti.
Med vsakim parom stolpov je 11 m kratek, neodvisen odsek mostnega ogrodja, ki je s prehodi na cestišču povezan samo s srednjim mostnim ogrodjem in s stranskimi deli.
Oba stranska dela mostu sta sovprežne konstrukcije z jeklenim škatlastim nosilcem podobnega prereza kot sredinski del, vendar z armiranobetonsko ploščo namesto ortotropne plošče. Levi, zahodni del je dolg 133,7 m in je z vitkim stebrom razdeljen na dve odprtini z razponoma 62,5 m in 71,2 m. Desni, vzhodni del je dolg 159,8 m z dvema odprtinama 81,3 m in 78,5 m.

### Delovanje mostu
Čeprav traja samo 12 minut, da se dvigne ali spusti krov mostu, ostane most zaradi varnosti odprt za prevoz od ene do dveh ur in pol. Večja ladja se v zadnjih kilometrih pred mostom ne more več obrniti, zato mora biti ob vstopu v to območje popolnoma prepričana, da lahko brez težav pluje skozi odprt most. Prvotno je bilo pričakovanih 60 odprtij na leto, ki pa so osredotočena na glavno sezono. Časi zapor za cestni promet so objavljeni na internetu.

## Potek projekta
Po odločitvi Communauté urbaine de Bordeaux (od leta 2015 Bordeaux Métropole) leta 2002 in omejenem razpisu za načrtovanje in gradnjo mostu ter različnih spremembah predloženih projektov je leta 2006 skupina podjetij iz skupine VINCI dobilo naročilo, italijansko podjetje za jeklene konstrukcije Cimolai pa je dobilo gradbeno naročilo.
Zasnova je bila delo arhitektov Sarl Architecture et Ouvrages d'art Michela Virlogeuxa in Thomasa Lavigna. Projekt je načrtovala pisarna Egis-JMI, združitev francoske skupine EGIS in J. Muller International. Dvigala je zasnovalo Hardesty & Hanover, newyorško podjetje, specializirano zlasti za premične mostove. Yann Kersalé je bil odgovoren za koncept razsvetljave.
Dejanska gradbena dela so se začela oktobra 2009. Ker na bregovih praktično ni bilo prostora za postavitev gradbišča, so temelje mostnih stolpov in ladijskih deflektorjev montažno izdelali v suhih dokih nižje in jih nato odvlekli na gradbišče in tam spustili.
Jekleno mostno ploščo je izdelal Cimolai, pripravljen za namestitev, v tovarni San Giorgio di Nogaro na severnem koncu Jadranskega morja, razdeljeno na pet delov. Najprej so dele obeh vzhodnih stranskih odprtin različnih dolžin zložili enega na drugega na barko, ki so jo nato povlekli skozi Jadran, zahodno Sredozemlje in Gibraltarski preliv, mimo Portugalske in čez Biskajski zaliv v Garono do gradbišča. Tam so dva dela mostu vodoravno obrnili za 90°, tako da sta bila pravokotna na njegovo smer vožnje – po Cimolaijevem mnenju najzahtevnejši postopek celotne konstrukcije mostu. S pomočjo plime in oseke so jih nato spustili na končne položaje. Enako je bilo storjeno z obema mostovnima deloma zahodnega dela. Nazadnje so na gradbišče z barko odvlekli srednji del, dolg 117,4 m in širok 45,3 m. Tega dela na barki ni bilo mogoče obrniti. Zato ga je bilo zato treba povleči čez tok med stolpoma mostu in ga tam zadržati na točno določenem položaju, dokler ni bila plošča mostu prav tako postavljena v končni položaj, ko je plima padala.
Gradbena dela so bila zaključena konec leta 2012. Po obsežnem testiranju dvižnega mehanizma je bil most uradno odprt 16. marca 2013.